# Lister-Medaille

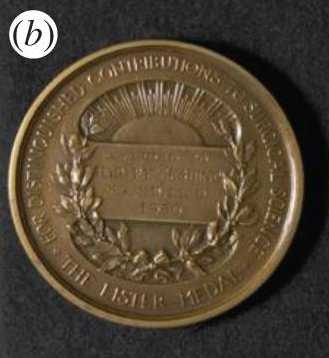
Lister-Medaille 1930

Die Lister Medaille (Lister Medal) ist ein Preis des Royal College of Surgeons of England für Verdienste um die Chirurgie. Er ist nach Joseph Lister benannt. Nach dem Tod von Lister wurde Geld gesammelt, um sein Andenken zu ehren (Lister Memorial Fund) und der Preis wurde zunächst von der Royal Society vergeben, aber seit 1920 vom Royal College of Surgeons verwaltet. Im Preiskomitee sind Vertreter der Royal Society, des Royal College of Surgeons of England, des Royal College of Surgeons in Ireland und der Universitäten Edinburgh und Glasgow.
Der Preis wird an Chirurgen aller Nationalität vergeben und wurde ursprünglich alle drei Jahre vergeben, heute auch in größeren Abständen. Er ist mit einer Geldsumme und einer Bronzemedaille bzw. seit 1984 mit einer Goldmedaille verbunden. Der Preisträger hält einen Vortrag (meist im folgenden Jahr), die Lister Oration oder Lister Memorial Lecture. Sie wurden bis 1948 im British Medical Journal und danach in den Annals of the Royal College of Surgeons veröffentlicht (und manche separat als Bücher).
Der Preis wurde zuerst 1924 verliehen. Bis 2015 gab es 27 Preisträger.

## Preisträger

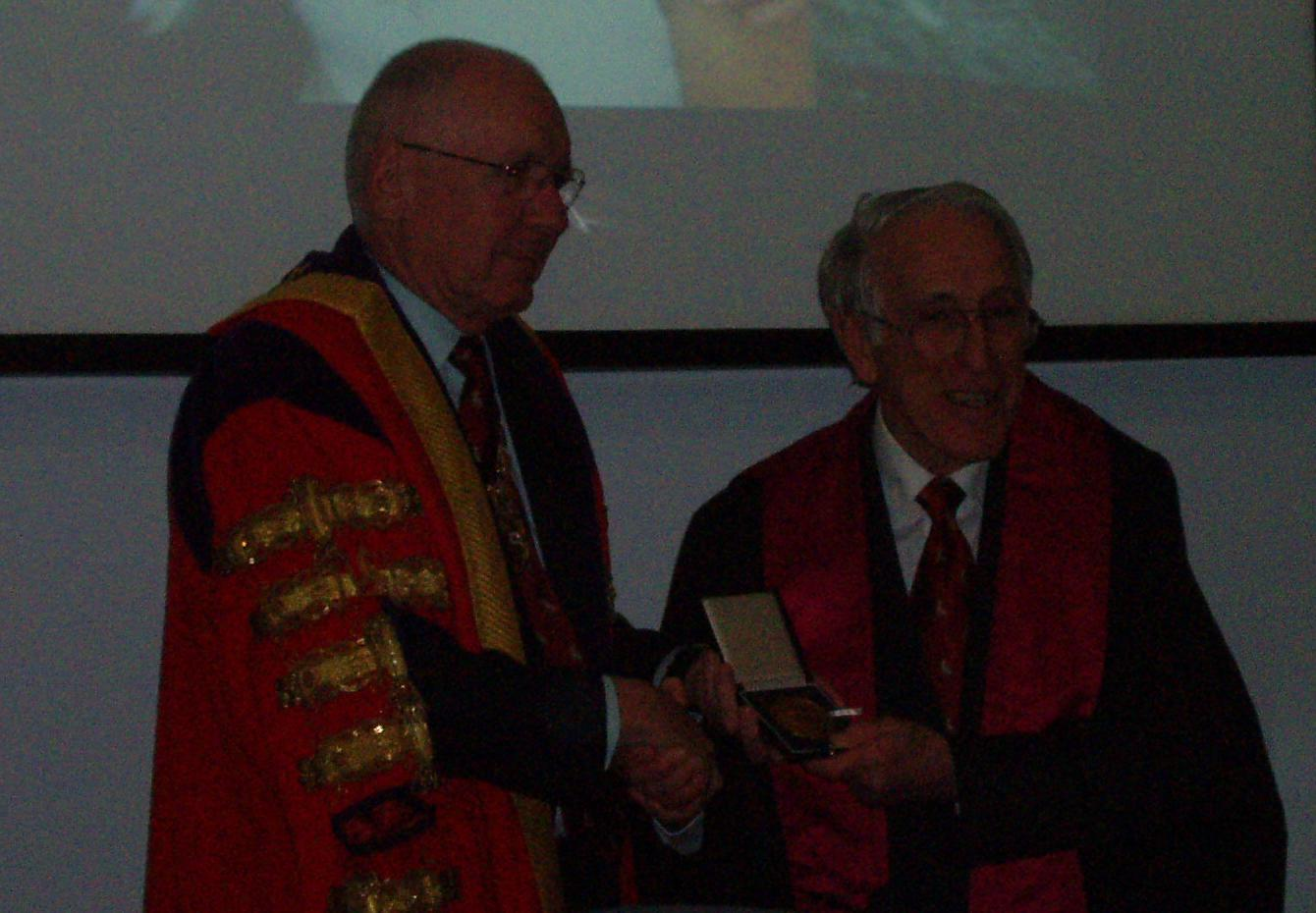
Graeme Clark (rechts) erhält 2010 die Lister Medal vom Präsidenten des Royal College of Surgeons of England John Black (links)

Aufgeführt ist auch der Titel der Lister Lecture
- 1924 William Watson Cheyne, On Lister’s Great Achievement[1]
- 1927 Anton Eiselsberg, Lister: A continental appreciation
- 1930 Harvey Cushing, Neurohypophysial mechanisms from a clinical standpoint
- 1933 Charles Alfred Ballance, On Nerve Surgery
- 1936 Robert Muir, Malignancy with illustrations from the pathology of the mamma
- 1939 René Leriche, The Listerian Idea in the Year 1939
- 1942 Evarts Graham, Some Aspects of Bronchiogenic Carcinoma
- 1945 Howard Walter Florey, The Use of Micro-organisms for Therapeutic Purposes
- 1948 Geoffrey Jefferson, The Mind of Mechanical Man
- 1951 James Learmonth, After Fifty-Six Years
- 1954 Victor Ewings Negus, The Comparative Anatomy and Physiology of the Respiratory Tract in Relation to Clinical Problems
- 1957 Stewart Duke-Elder, The Emergence of Vision in the Animal World
- 1960 Wilder Penfield, Activation of the Record of Human Experience
- 1963 Charles Illingworth, On the Interdependence of Science and the Healing Art
- 1966 Russell Brock, Surgery and Lister
- 1969 Michael Woodruff, Biological aspects of individuality
- 1972 John Webster Kirklin, An Academic Surgeon's Work
- 1975 John Charnley, Aspects of total asepsis in the operating room with special reference to clean air systems
- 1978 Francis Daniels Moore, Science and service
- 1981 John Cedric Goligher, The Skeptical Chirurgeon
- 1984 Roy Yorke Calne, Organ transplantation: from laboratory to clinic
- 1987 Patrick Forrest, Breast cancer: 121 years on
- 1990 Harold Hopkins, The development of the modern endoscope
- 1994 Norman Shumway
- 1997 Peter John Morris
- 2010 Graeme Clark, What can electrical stimulation with a cochlear implant tell us about Brain Function and Human Consciousness?
- 2015 Magdi Yacoub[2]